# Discordichthyidae
Discordichthyidae (лат.) — вымершее семейство морских костных рыб, обитавших в уржумском веке (гваделупская эпоха/средний пермский период) на территории Оренбургской области, Чувашии, Вологодской области и Владимирской области (европейская часть России).

## Классификация
Включает роды Mamulichthys, Discordichthys, Geryonichthys и Mutovinia. Является единственным семейством в монотипическом отряде Discordichthyiformes. Это пермские эндемики европейской России, характеризующиеся своеобразной морфологией черепа и наличием шипов спинного и грудного плавников (по два у каждого). Могут являться стем-группой лучепёрых (Actinopterygii) — реликтовыми формами, сохранившимися в пермском периоде.

### Роды и виды
На январь 2024 года в род включают 5 вымерших видов:
- †Discordichthys Minich, 1998
  - †Discordichthys spinifer Minich, 1998
- †Geryonichthys Minikh, 1998
  - †Geryonichthys burchardi Minich, 1998
  - †Geryonichthys longus Minich, 1998
- †Mamulichthys Minikh, 2014
  - †Mamulichthys ignotus Minikh, 2014
- †Mutovinia Minikh, 1992
  - †Mutovinia sennikovi Minikh, 2006
  - †Mutovinia stella Minich, 1992